# Michel Rousseau (natation)
Pour les articles homonymes, voir Michel Rousseau et Rousseau.

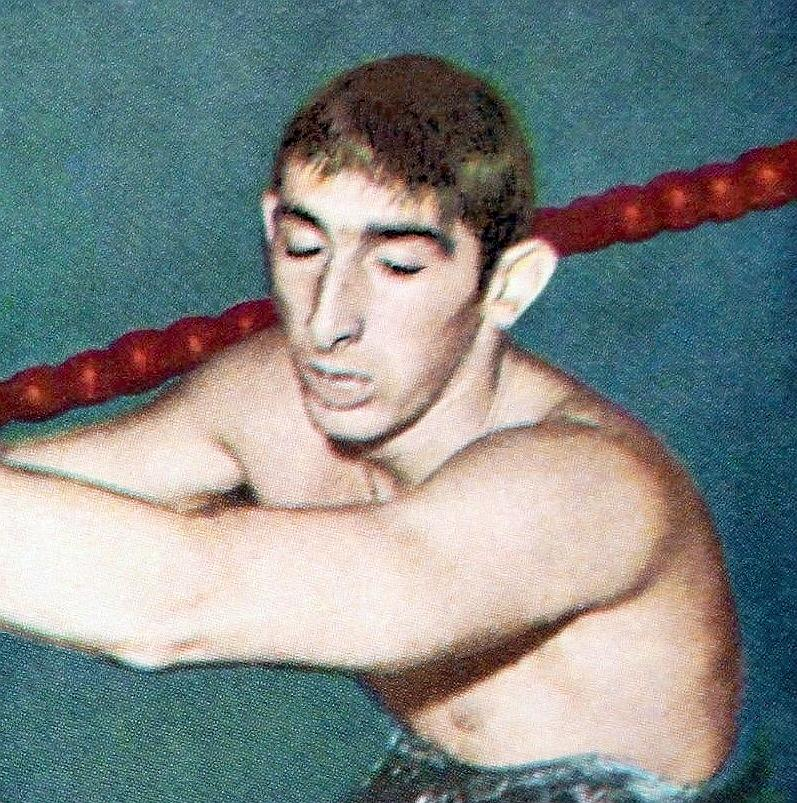
Michel Rousseau en 1972.

Michel Rousseau (dit Mickey) est un nageur français spécialisé en nage libre, né le 8 juin 1949, sociétaire de l'ASPTT de Paris de 1967 à 1973, du Réveil de Nogent-sur-Marne de 1974 à 1975, et du CN Antibes Juan en 1976.
Il comptabilise 40 titres de champion de France.
Il réussit le troisième meilleur temps mondial de l'année 1971 sur le 100 mètres nage libre en 52 s 7 derrière les Américains Mark Spitz et Heidenreich.
De 1984 à 2013, il est consultant pour les épreuves de natation auprès de France Télévisions aux côtés d'Alexandre Boyon et Roxana Maracineanu. En parallèle, ses compétences reconnues seraient aujourd'hui sollicitées pour la création d'un bassin olympique sur le quai des Chartrons à Bordeaux (Projet « Lac des matins calmes » lancé par le consortium « Narbonnaise de BanBur SAS »). Il est dirigeant également de la société PMR (Promotion Michel Rousseau), société de vente par correspondance touchant au monde de la natation.
Sa fille Magali Rousseau est également nageuse.

## Palmarès

### Jeux olympiques d'été
- Jeux olympiques d'été de 1968 à Mexico (Mexique)
  - 5e du relais 4 × 200 m nage libre
- Jeux olympiques d'été de 1972 à Munich (République fédérale d'Allemagne)
  - 7e du 100 m nage libre
  - 7e du relais 4 × 100 m nage libre
- Jeux olympiques d'été de 1976 à Montréal (Canada)
  - séries du 100 m nage libre

### Championnats du monde
- Championnats du monde de 1973 à Belgrade (Yougoslavie) :
  -  Médaille d'argent du 100 m nage libre (en 52 s 8)

-il s'agissait des 1ers Championnats du monde de natation-
- Championnats du monde de 1975 à Cali (Colombie) :
  - 5e du relais 4 × 100 m nage libre
  - 7e du relais 4 × 200 m nage libre

### Championnats d'Europe

#### En grand bassin
- Championnats d'Europe 1970 à Barcelone (Espagne) :
  -  Médaille d'or du 100 m nage libre
  -  Médaille d'argent au titre du relais 4 × 100 m 4 nages

### Coupe d'Europe des nations
- Coupe d'Europe des nations de 1967 :
  -  Médaille d'or du 100 m nage libre
- Coupe d'Europe des nations de 1971 :
  -  Médaille d'or du 100 m nage libre

### Championnats de France
- Champion de France du 100 m nage libre en 1967, 1968, 1970, 1971, 1972, 1973, 1974 et 1975
- Champion de France d'hiver du 100 m nage libre en 1967, 1968, 1970, 1972, 1973, 1974, 1975 et 1976
- Champion de France du 200 m nage libre en 1970, 1971, 1972, 1973 et 1974
- Champion de France d'hiver du 200 m nage libre en 1968, 1971, 1972, 1973 et 1974
- Champion de France d'hiver du 400 m en 1973
- Champion de France du 200 m 4 nages en 1968 et 1973
- Champion de France d'hiver du 200 m 4 nages en 1972 et 1973
- Champion de France au relais 4 × 100 m nage libre en 1968, 1971, 1972, 1973 et 1976 (ASPTT Paris et Antibes Juan)
- Champion de France au relais 4 × 200 m nage libre en 1968, 1973 et 1976 (ASPTT Paris et Antibes Juan)
- Champion de France au relais 4 × 100 m 4 nages en 1977 (Antibes Juan)

## Records
- Détenteur du record d'Europe du 100 m nage libre en 1970, 1971 et 1972 en 52 s 6
- Détenteur du record d'Europe au relais 4 × 200 m nage libre
- 1er record de France du 200 m nage libre en 1968, avec 1 min 58 s 08
- 1er record de France du 200 m 4 nages en 1973, en 2 min 15 s 79
- Détenteur du record de France au relais 4 × 100 m nage libre en 1976, en 3 min 36 s 46
- Détenteur du record de France au relais 4 × 200 m nage libre en 1976, en 7 min 56 s 52
- Détenteur du record de France au relais 4 × 100 m 4 nages en 1977, en 4 min 4 s 09